# Jildson Simões
Jildson Evandro Franque Simões (Luanda, 17 Julho 1989) é um empresário formado pela London South Bank University. Jildson é um dos organizadores de eventos de jiu-jitsu brasileiro bem mais sucedido em Africa, foi o primeiro em Angola a organizar evento de bjj de nivel internacional. Actualmente é o Vice-Presidente da Federação Angolana de Jiu-Jitsu e responsável máximo pelo estilo brasileiro.

## Biografia
Jildson Simões é Faixa Azul sob Roger Gracie Academy em Londres, vencedor de alguns campeonatos no Reino Unido no Peso e Absoluto.

## Grab & Pull Africa
A G&P Africa é uma organizadora de eventos desportivos independente, fundada em Angola desde 2011.
1. Torneios:

- Luanda Open- 18 Março (1º campeonato para abertura da época 2012)
- Campeonato Nacional - 24 de Junho 2012 (alusivo aos 33º aniversário do Ministério do Interior)[1]
- G&P Open - 9 Dezembro 2012", torneio que patrocinou atletas nacionais para o campeonato africano.
- Campeonato Nacional - 16 de Junho 2013[4]